# 皮奥伊州拉戈阿
皮奥伊州拉戈阿（葡萄牙語：Lagoa do Piauí）是巴西皮奥伊州的一个市镇。总面积427.195平方公里，总人口3670人，人口密度8.6人/平方公里。